# Пожежа у в'язниці Тангеранга

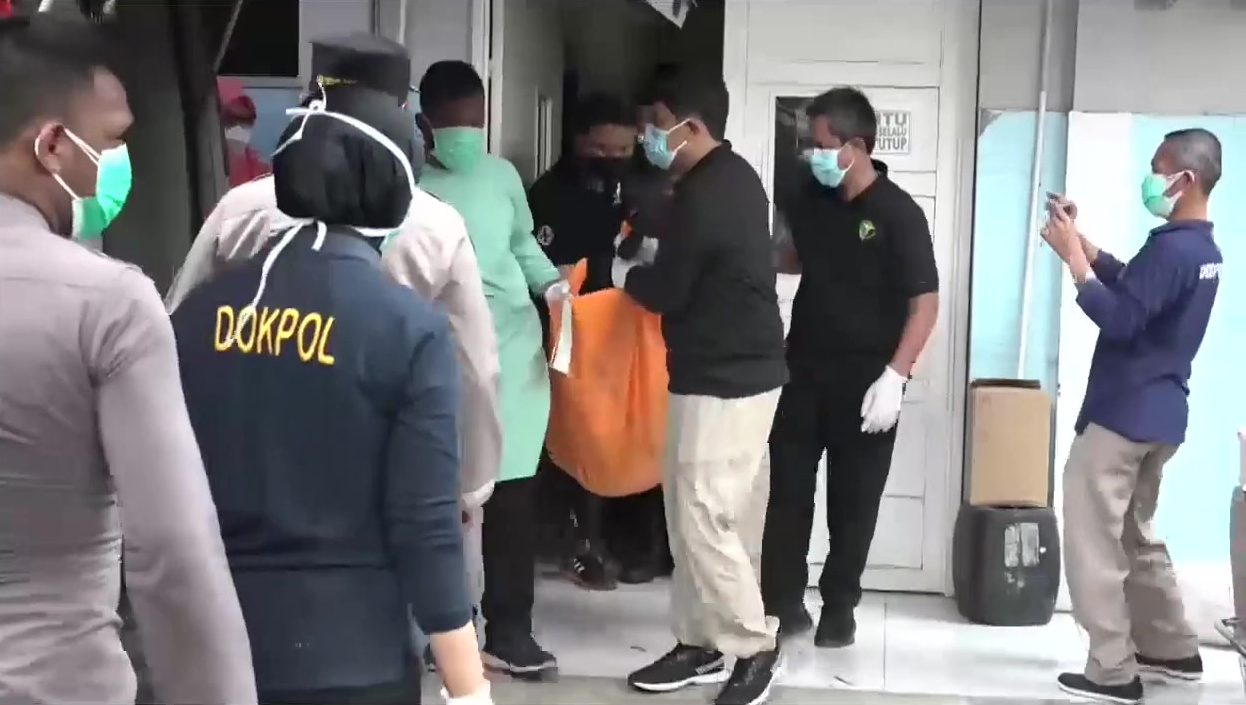
Перенесення тіл загиблих

Пожежа у в'язниці Тангеранга — найбільшого міста індонезійської провінції Бантен, розташованої в західній частині острова Ява — сталася 8 вересня 2021 року. В результаті загинули 44 людини і 77 отримали поранення.

## Пожежа
Роками індонезійська пенітенціарна система не могла впоратися з числом ув'язнених. На це впливають суворі державні закони проти наркотиків, що передбачають ув'язнення винних замість реабілітації. У секторі С (Chandiri Nengga), де спалахнула пожежа, перебували засуджені за злочини, пов'язані з наркотиками. Сама в'язниця Тангеранга першого класу була розрахована на 600 ув'язнених, але в ній містилися понад 2 тисячі осіб. Сектор З було побудовано для утримання 38 ув'язнених, але до часу пожежі в ньому тримали 122 людей.
Пожежа стала наймасштабнішою за кількістю жертв в Індонезії після пожежі 2017 року в тій же в'язниці, коли загинуло щонайменше 49 осіб.
Пожежа почалася о 01:45, загоряння почалося в секторі С2. Тюремний службовець Ян Софьян почув крики з камер, наглядачі і охоронці намагалися евакуювати всіх ув'язнених із сектору, але змогли вивести тільки 20 осіб. Згідно з тюремним протоколом, ув'язнені містилися в замкнених камерах і з поширенням вогню тюремним працівникам не вдалося відкрити всі камери. Всі загиблі перебували в замкнених камерах. До місця пожежі прибуло 30 пожежних машин, пожежники прибули о 02:00, поширення пожежі було зупинено о 3:00, через дві години після початку пожежі були погашені останні ділянки полум'я.

## Наслідки
Щонайменше 44 ув'язнених загинули, 8 отримали серйозні травми, 73 — легкі пошкодження. Поранених відвезли в госпіталь Сітанала і в Tangerang Regency General Hospital. Тіла загиблих доставили до Центрального поліцейського госпіталю для розслідування.
Більшість загиблих були засуджені за злочини, пов'язані з наркотиками, інші за тероризм і вбивства. Двоє були іноземцями: один із ПАР, інший з Португалії. Всі поранені були засуджені за злочини, пов'язані з наркотиками.
До місця події прибули представники влади. Шеф поліції Джакарти, генеральний інспектор М. Фаділь прибув вранці і наказав 150 поліцейським (в основному, з корпусу мобільних бригад) оточити тюремний периметр. До 10:00 прибули міністр у справах юстиції та прав людини Ясон Лаолі і його заступник Шаріф Хьярей.
Сьяріфуддін Суддінг, член Ради народних представників індонезійського парламенту, вимагав притягти до відповідальності Лаолі. Сам Лаолі створив п'ять розслідувальних груп, кожна відповідала за ідентифікацію жертв, похорон, компенсації сім'ям загиблих, координацію розслідування і зв'язки з громадськістю.
Початкове розслідування встановило, що пожежа була викликана коротким замиканням.
Президент Індонезії Джоко Відодо оголосив співчуття родинам постраждалих і заявив.
Після пожежі Лаолі оголосив про компенсації сім'ям загиблих. Кожен близький родич загиблого мав отримати 30 млн. індонезійських рупій ($2120). Мер Тангеранга Аріф Рахадьоно Вісмансьях оголосив, що місто надасть фінансову допомогу родичам постраждалих.